# Coupeur de cannes
Un coupeur de cannes est un saisonnier agricole chargé de couper les cannes à sucre dans les canneraies pendant les récoltes. Il passe la journée plié en deux jusqu'au ras du sol pour sectionner les plantes à leur base à l'aide d'un sabre appelé sabre à cannes puis redressé pour supprimer les feuilles superflues le long de la tige, où se trouve le vesou.

## Inde
Chaque année, environ 1,4 million de saisonniers sont engagés pour la coupe de la canne à sucre dans l’État du Maharashtra. D'après un réseau d'ONG spécialisées dans la lutte pour les droits des femmes : « Les coupeurs de canne vivent dans des conditions misérables, sans eau potable ni sanitaires dans leurs abris de fortune. [...] les femmes sont particulièrement vulnérables : leur corps est non seulement exploité mais il est aussi contrôlé. On note une hausse du nombre d’hystérectomies effectuées sur les coupeuses de canne et un pic juste avant le début de la récolte. » Ainsi, selon deux enquêtes, 36 % des travailleuses ont subi une ablation de l’utérus. L'objectif poursuivi par les entrepreneurs sucriers est d'obtenir une plus grande productivité de la part de leurs salariées qui peuvent alors travailler de façon ininterrompue.

## République dominicaine
Chaque année, pour la saison de la récolte de la canne à sucre, environ vingt-cinq mille Haïtiens rejoignent la République dominicaine. Pour beaucoup, ils se retrouvent à la merci des grands propriétaires dominicains ; leurs papiers leur sont confisqués à leur arrivée et ils sont entassés dans des baraquements parfois entourés de barbelés, sans eau potable ni électricité. Ils doivent travailler de l’aube à la tombée de la nuit pour un salaire très faible et les punitions peuvent aller jusqu'aux mutilations. Leur situation est dénoncée comme une forme d'esclavage contemporain par des journalistes. La récolte terminée, la grande majorité de ces travailleurs, endettés et en situation illégale, ne peuvent quitter le pays. Leurs enfants, dont le nombre était estimé à 250 000 en 2008, ne sont pas reconnus par les autorités et sont apatrides, le plus souvent sans accès à l’école ni aux soins médicaux et pour la plupart forcés de travailler dans les plantations dès qu’ils atteignent l’âge de tenir une machette.